# His Chance to Make Good
His Chance to Make Good è un cortometraggio muto del 1912 diretto da Otis B. Thayer. Prodotto dalla Selig Polyscope Company, il film, sceneggiato da William V. Mong su un soggetto di J. Edward Hungerford, aveva come interpreti William Duncan, Winifred Greenwood, Rex De Roselli.

## Trama
Spike Dorgan, un ex detenuto, si innamora di Lizzie Hogan, la figlia di una lavandaia. Gli Hogan sono gente onesta e Spike deve meritarsi la loro fiducia e dimostrare di avere cambiato vita. Dopo avere tagliato i ponti con i vecchi amici, si trova un lavoro come idraulico. Con i suoi primi soldi, compera un anello di fidanzamento per Lizzie, facendola felice. Ma i loro sogni vengono infranti quando Spike viene arrestato, accusato di avere rubato un prezioso anello in casa di Mrs. Rankin, dove era stato come idraulico il giorno precedente. Trascinato in tribunale insieme a Lizzie e all'anello, Spike sta per essere condannato quando arriva la notizia che l'anello che si credeva rubato è stato ritrovato Il futuro, per i due innamorati, ritorna roseo.

## Produzione
Il film fu prodotto dalla Selig Polyscope Company.

## Distribuzione
Distribuito dalla General Film Company, il film - un cortometraggio di una bobina - uscì nelle sale cinematografiche statunitensi il 1º aprile 1912.